# ماركوس غيلبرت
ماركوس غيلبرت (1993 في الولايات المتحدة - ) (بالإنجليزية: Marcus Gilbert)‏ هو لاعب كرة سلة أمريكي في مركز هجوم صغير الجسم.

## وصلات خارجية
- ماركوس غيلبرت على موقع كرة السلة الأوروبية.كوم (الإنجليزية)
- ماركوس غيلبرت على موقع كلية كرة السلة في سبورتس رفرنس.كوم (الإنجليزية)
- ماركوس غيلبرت على موقع ريلجم (الإنجليزية)
- ماركوس غيلبرت على موقع بروبوليرز (الإنجليزية)
- ماركوس غيلبرت على موقع سبورتس رفرنس (الإنجليزية)